# Fleet Foxes (álbum)
Fleet Foxes es el primer álbum de estudio de la banda de Seattle Fleet Foxes. Fue publicado el 3 de junio de 2008 en los Estados Unidos y el 9 de junio en el Reino Unido. El álbum debutó en el puesto 11 de la lista británica, y el 26 de junio en la lista sueca en el número 34, aunque llegó a alcanzar el puesto 16.
La carátula es una recreación del cuadro de 1559 obra de Pieter Brueghel el Viejo Los proverbios flamencos. Fue elegida la mejor del año 2008 por la web artvinyl.com.

## Acogimiento
Este álbum ha sido uno de los más aclamados de 2008. Numerosas publicaciones le han otorgado abrumadoras puntuacionoes como por ejemplo Rolling Stone, The Guardian, Uncut, Pitchfork, Mojo y Entertainment Weekly. The Guardian lo calificó como "un hito en la historia de la música americana, un clásico". Una valoración similar realizó la web Allmusic, Fleet Foxes es "un satisfactorio y un éxito asegurado". Q magazine lo escogió como el segundo mejor álbum de 2008, mientras que encabezó la lista de The Times' "100 best records of 2008" list.

### Listas
| Publicación        | País           | Lista                              | Año  | Puesto |
| ------------------ | -------------- | ---------------------------------- | ---- | ------ |
| Amazon.com         | Estados Unidos | Best Music of 2008 (Editors' Pick) | 2008 | #3.    |
| Drowned In Sound   | Reino Unido    | 50 Best Albums of the Year         | 2008 | #45    |
| Q                  | UK             | 50 Best Albums of the Year         | 2008 | #2     |
| Rolling Stone      | Estados Unidos | 50 Best Albums of the Year         | 2008 | #11    |
| Spin               | Estados Unidos | 40 Best Albums of the Year         | 2008 | #5     |
| The Times          | Reino Unido    | 100 Best Albums of the Year        | 2008 | #1     |
| Pitchfork Media    | Estados Unidos | 50 Best Albums of the Year         | 2008 | #1     |
| Paste Magazine     | Estados Unidos | Top 50 Albums of 2008              | 2008 | #6     |
| WERS Boston        | Estados Unidos | Top 50 Albums of 2008              | 2008 | #3     |
| Wireless Bollinger | Australia      | 10 Best Albums of the Year         | 2008 | #1     |
| Under the Radar    | Estados Unidos | Best of 2008                       | 2008 | #1     |
| No Ripcord         | Reino Unido    | Top 50 Albums of 2008              | 2008 | #1     |
| Mojo               | Reino Unido    | Top 50 Albums of 2008              | 2008 | #1     |
| Dagbladet          | Noruega        | Top International Albums of 2008   | 2008 | #9     |

## Listado de canciones
1. "Sun It Rises" – 3:11
2. "White Winter Hymnal" – 2:27 (mp3 de Subpop)
3. "Ragged Wood" – 5:07
4. "Tiger Mountain Peasant Song" – 3:28
5. "Quiet Houses" – 3:32
6. "He Doesn't Know Why" – 3:20
7. "Heard Them Stirring" – 3:02
8. "Your Protector" – 4:09
9. "Meadowlarks" – 3:11
10. "Blue Ridge Mountains" – 4:25
11. "Oliver James" – 3:23